# سامسونج جالكسي إيه 24
سامسونج جالكسي إيه 24 (بالإنجليزية: Samsung Galaxy A24)‏ هو هاتف ذكي يعمل بنظام أندرويد صُمم وطُوّر وسُوّق بواسطة شركة الإلكترونيات سامسونج كجزء من سلسلة سامسونج جالكسي ايه. أُعلن عن هذا الهاتف في 19 أبريل 2023.

## معرض الصور

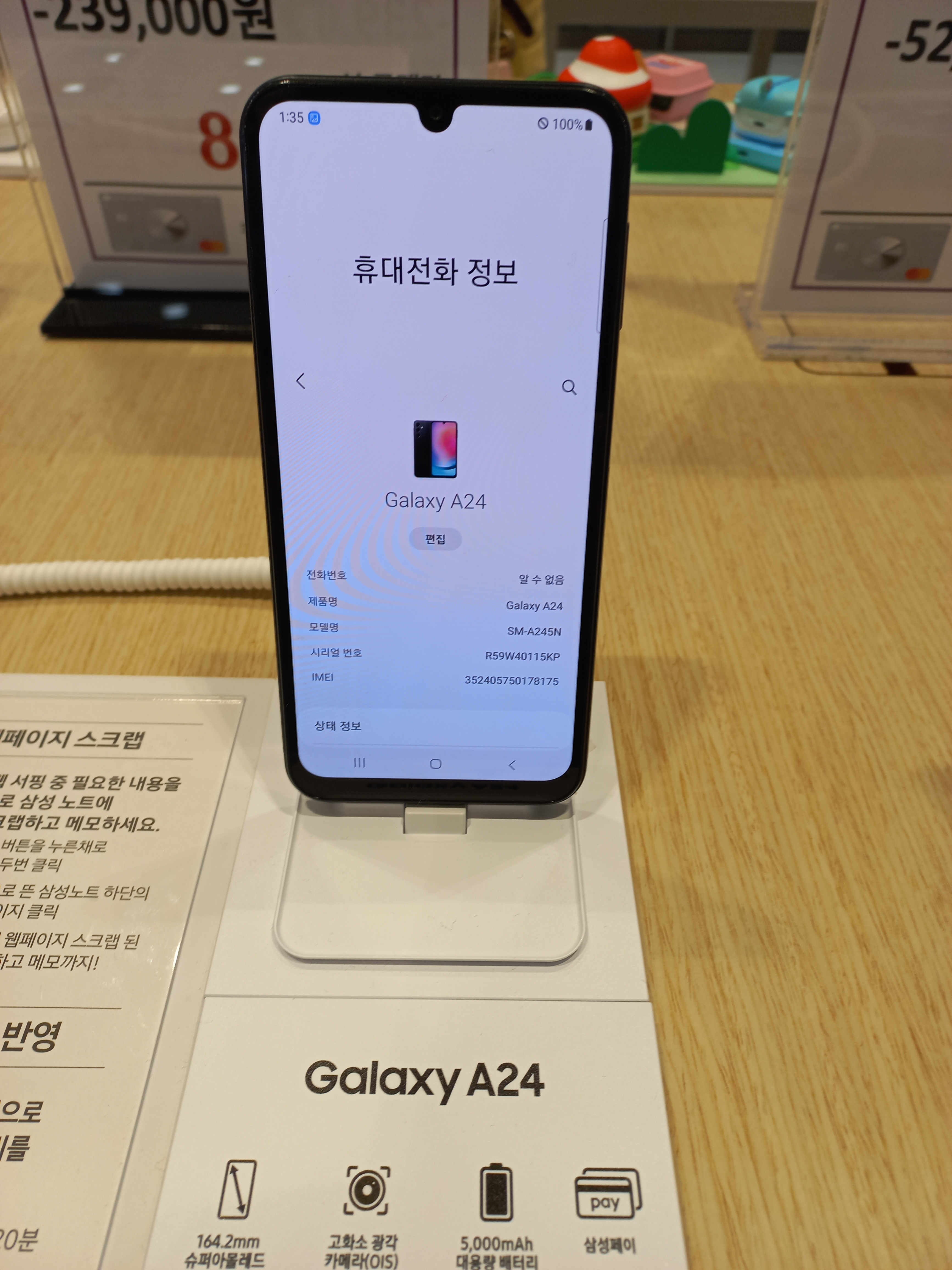
الجزء الأمامي من هاتف سامسونج جالاكسي ايه 24 والشاشة قيد التشغيل